# Robert de Courtenay (1224-1279)
Pour les articles homonymes, voir Robert de Courtenay.
Robert de Courtenay est un homme d'église français né en 1224 et mort en 1279 appartenant à la maison capétienne de Courtenay.

## Biographie
Robert de Courtenay naît en 1224 sous le règne du roi de France Louis VIII le Lion. Il est le fils de Robert Ier de Courtenay-Champignelles, seigneur de Champignelles et de Mahaut de Mehun et petit-fils de Pierre Ier, seigneur de Courtenay et d’Élisabeth de Courtenay par son père ; et de Philippe de Mehun par sa mère. Il est donc, par son grand-père Pierre Ier de Courtenay, l'arrière-petit-fils du roi de France Louis VI le Gros.
Il exerce la fonction d'évêque d'Orléans de 1258 à 1279 sous les règnes des rois de France Louis IX et Philippe III le Hardi.